# Ulica Bartosza Głowackiego w Wodzisławiu Śląskim
Ulica Bartosza Głowackiego w Wodzisławiu Śląskim – historyczna ulica, mająca swój rodowód średniowieczny. Początek tej ulicy zaczyna się od ulicy Kubsza, a kończy na skrzyżowaniu z ulicą Wałową. Ma tutaj siedzibę Urząd Skarbowy w Wodzisławiu Śląskim.

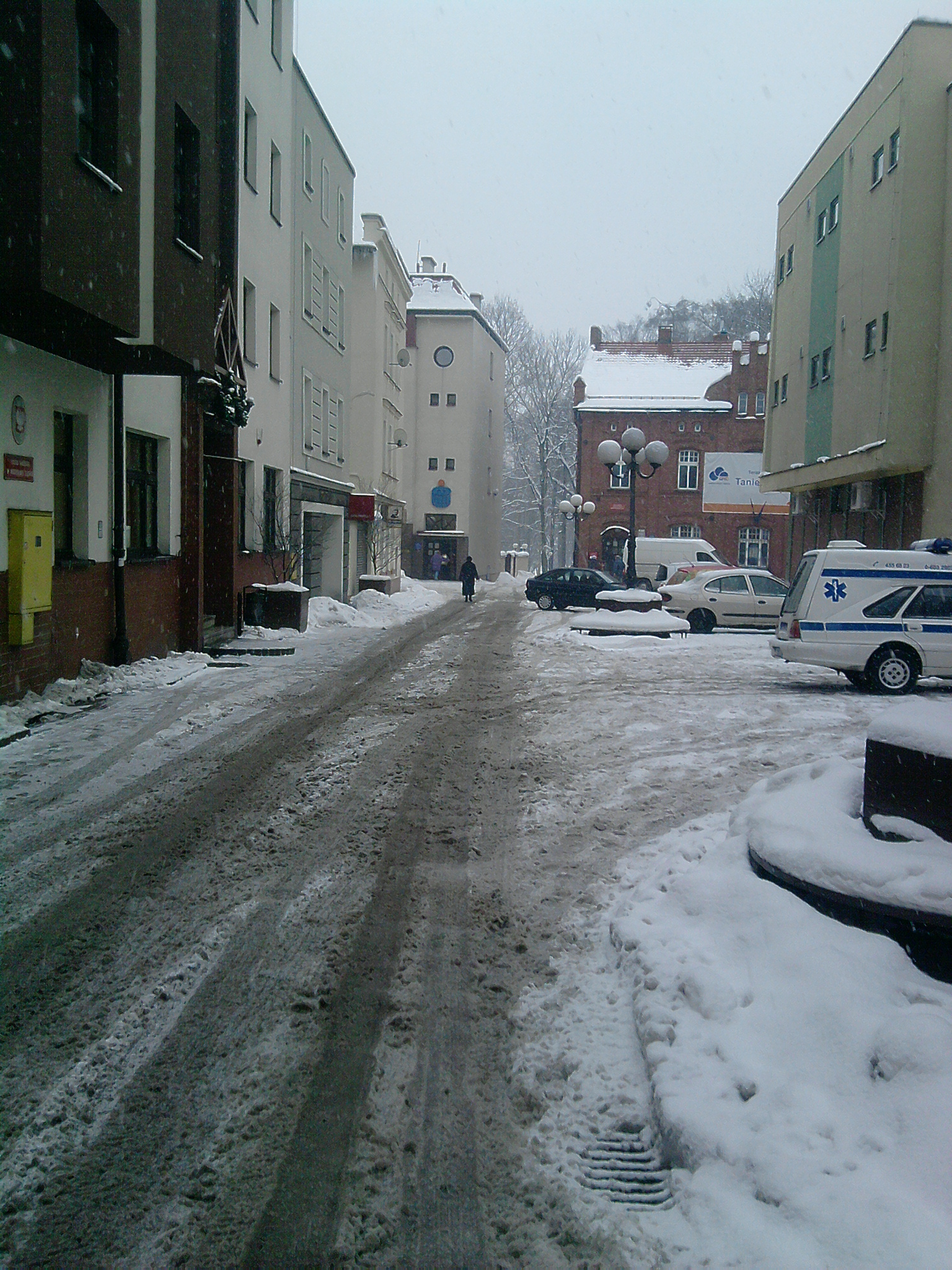
Ul. Głowackiego zimową porą